# Santeramo in Colle
Santeramo in Colle é uma comuna italiana da região da Puglia, província de Bari, com cerca de 26.050 habitantes. Estende-se por uma área de 143 km², tendo uma densidade populacional de 182 hab/km². Faz fronteira com Acquaviva delle Fonti, Altamura, Cassano delle Murge, Gioia del Colle, Laterza (TA), Matera (MT).

## Demografia
| Variação demográfica do município entre 1861 e 2011                               |
|                                                                                   |
| Fonte: Istituto Nazionale di Statistica (ISTAT) - Elaboração gráfica da Wikipedia |